# グロスター大聖堂
座標: 北緯51度52分03秒 西経2度14分48秒 / 北緯51.86750度 西経2.24667度

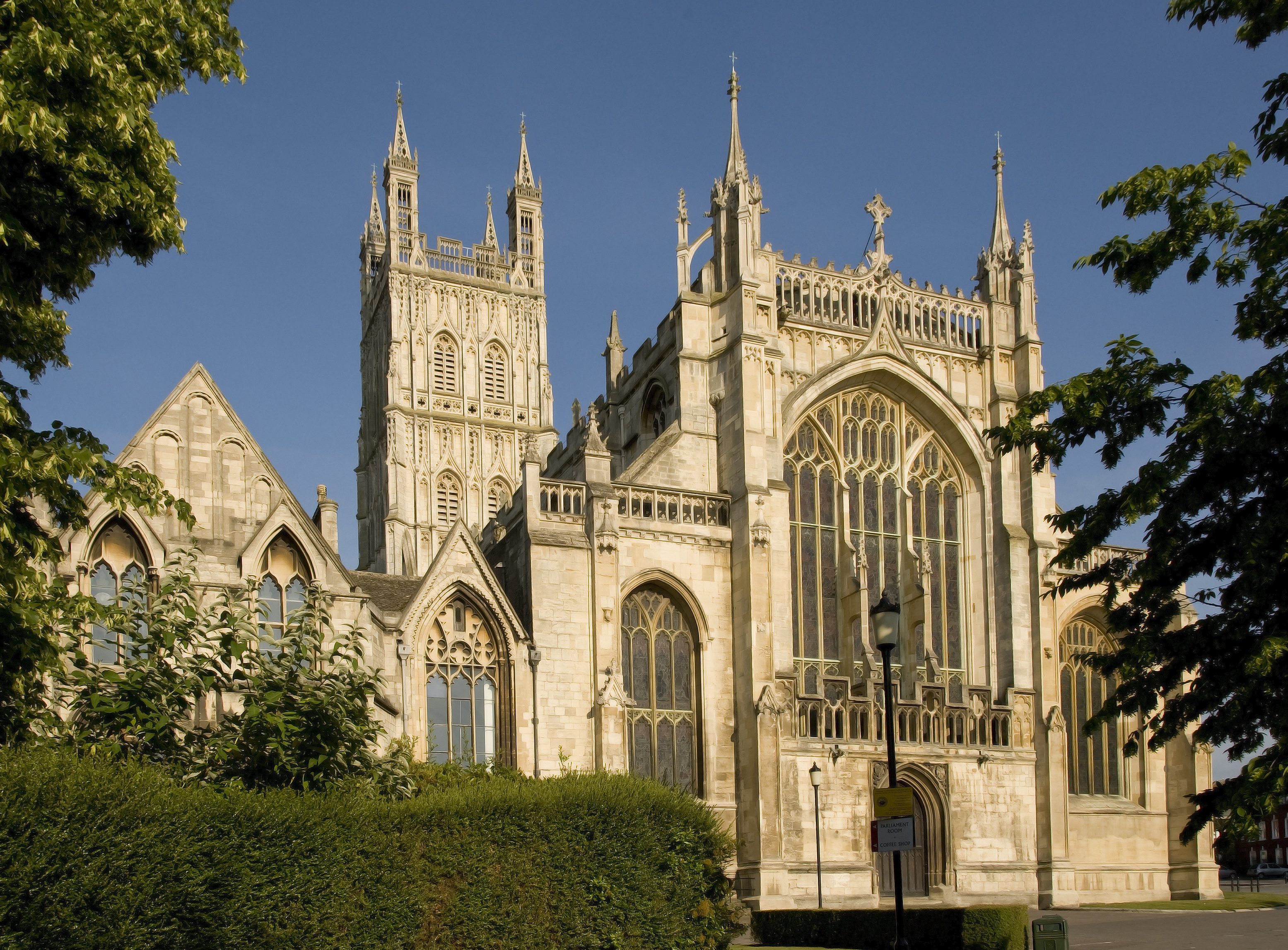
グロスター大聖堂

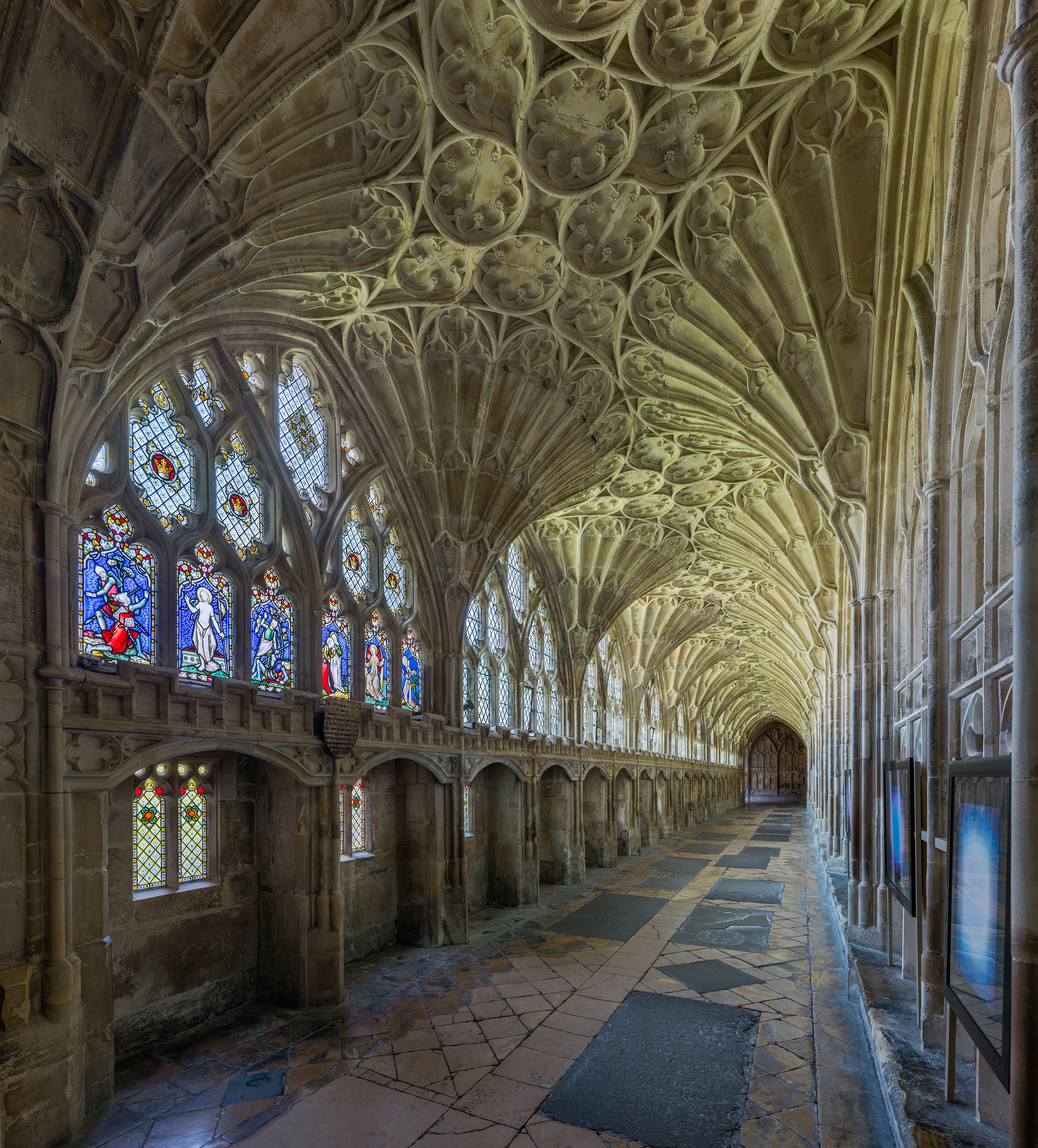
グロスター大聖堂の回廊

グロスター大聖堂（グロスターだいせいどう、Gloucester Cathedral、正式名称:聖ピーターと聖なる不可分離の三位一体主教座聖堂、Cathedral Church of St Peter and the Holy and Undivided Trinity）は、イギリス、グロスターにある大聖堂。
678年または679年に建てられた聖ペトロへ献堂された修道院を前身としている（修道院はヘンリー8世時代の1540年、修道院解散令で解散させられた）。現在、イングランド国教会のカンタベリー大聖堂管区・グロスター主教区に属する。
ノルマン人修道士サーロが建てた教会が、大聖堂の元となった。1089年に工事が開始され、1499年までかけて建設された。ロマネスク様式、初期イングランド・ゴシック様式の混合である。建物の最長約130m、幅44m、美しい15世紀の中央塔は高さ69mある。塔の頂上には4つの優雅な小尖塔があり、ランドマークとなっている。合唱隊席、通路と礼拝堂の下にある地下納骨堂は、教会参事会場のようなノルマン様式である。地下納骨堂は、イングランドに4箇所ある、アプスのついた地下納骨堂の1つである（その他はウスター大聖堂、ウィンチェスター大聖堂、カンタベリー大聖堂）。
大聖堂南側の入り口は北の交差廊同様、垂直様式のヴォールト天井である。ファン・ヴォールトは、1245年頃のものである。また、アーチや回廊は英国最古の歴史を持つ。これらの天井は祭壇のステンドグラス同様に大聖堂の見所の一つとなっている。
1216年にヘンリー3世が大聖堂で戴冠式を行った。1327年、エドワード2世が大聖堂内の礼拝堂に埋葬された。

## ロケ地としての使用
- 映画『ハリー・ポッター・シリーズ』のロケに使用された。

　　Cloister Garthの廊下は、中庭（同様にロケで使用）を取り囲むように4辺を構成している。

## 利用案内
入場料は無料だが、聖堂内の写真撮影には撮影許可証を購入して身に付ける必要がある。
- アクセス

グロスター駅から徒歩10分
- 利用時間

AM7:30 ～PM6:00